# Martins Ferry
Martins Ferry – miasto w Stanach Zjednoczonych, we wschodniej części stanu Ohio, nad rzeką Ohio, graniczącą z Wirginią Zachodnią.
Liczba mieszkańców w 2000 roku wynosiła 6829.